# Газорозподільне підприємство
Газорозподільне підприємство — підприємство з експлуатації споруд систем газопостачання і газопроводів, яке транспортує газ газопостачального підприємства до споживача та надає йому послуги з технічного обслуговування та ремонту газопроводів і внутрішньобудинкових систем газопостачання на підставі відповідної ліцензії.
Роботи з ліквідації наслідків аварійних ситуацій у внутрішньобудинкових системах газопостачання і дворових газопроводах, які можуть призвести до нещасного випадку, виконуються цілодобово бригадами аварійно-диспетчерських служб газорозподільних підприємств за рахунок цих організацій.
Газорозподільне підприємство має право перевіряти стан лічильників газу, а також цілість пломб на них та на газових приладах і пристроях, відключених від системи газопостачання, а також припиняти постачання газу споживачеві у випадках, передбачених у пункті 6 * Правил надання населенню послуг з газопостачання" [Архівовано 26 січня 2022 у Wayback Machine.].
Розрізняють газопостачальні підприємства, які реалізують (продають) споживачеві газ на підставі договору, та газорозподільні підприємства, які розподіляють (доставляють) газ газопостачальної організації до споживача і надають послуги з обслуговування та по ремонтах зовнішніх і внутрішньобудинкових газопроводів. Водночас одне й те саме підприємство не може здійснювати і постачання, і розподіл природного газу.